# To (kana)
A hiragana と, katakana ト, Hepburn-átírással: to, magyaros átírással: to japán kana. A hiragana és a katakana is a 止 kandzsiból származik. A godzsúonban (a kanák sorrendje, kb. „ábécérend”) a 20. helyen áll. A と Unicode kódja U+3068, a ト kódja U+30C8. A dakutennel módosított alakok (hiragana ど, katakana ド) átírása do, kiejtése [do̞].
|            | Hepburn és magyaros | Hiragana (Unicode) | Katakana    |
| ---------- | ------------------- | ------------------ | ----------- |
| Alapalak   | to                  | と (U+3068)        | ト (U+30C8) |
| Dakutennel | do                  | ど (U+3069)        | ド (U+30C9) |

## Vonássorrend
|  |  |
|  |  |